# Opius suscitatus
Opius suscitatus är en stekelart som beskrevs av Papp 1979. Opius suscitatus ingår i släktet Opius och familjen bracksteklar. Inga underarter finns listade i Catalogue of Life.